# دوست مظلوم من
دوست مظلوم من کتابی از فریبا کلهر با تصویرگری نوشین صفاخو است که در سال ۱۳۹۰ از سوی نشر کتاب‌های شکوفه منتشر و در سال ۲۰۱۳ در فهرست کلاغ سفید قرار گرفت.